# Allium machmelianum
Allium machmelianum — вид рослин з родини амарилісових (Amaryllidaceae); поширений у Лівані й Сирії.

## Поширення
Поширений у центральному та північному Лівані, західній Сирії.
Вид зростає у скелястих місцях, на гравійних вершинах і біля снігової лінії.

## Загрози й охорона
Немає відомих прямих загроз, однак у Лівані й Анти-Лівані на вид впливає деградація середовища проживання через ряд причин, включно з надмірним випасом і зміною клімату, яка зменшує тривалість снігового покриву, що призводить до висушування.
Вид не захищений у своєму ареалі.